# Куватова, Регина Галиулловна
Регина Галиулловна Куватова (род. 6 августа 1992) — российская самбистка и дзюдоистка, призёр чемпионата России по самбо, мастер спорта России по самбо. Участница городского конкурса «Мисс Кувандык-2013». Студентка Оренбургского педагогического университета. Бронзовый призёр этапа Кубка мира во Владивостоке.

## Спортивные результаты
- Первенство России по дзюдо среди кадетов 2007 года — ;
- Первенство России по дзюдо среди кадетов 2008 года — ;
- Чемпионат России по самбо 2015 года — .